# NGC 5065
NGC 5065 је спирална галаксија у сазвежђу Береникина коса која се налази на NGC листи објеката дубоког неба.
Деклинација објекта је + 31° 5' 32" а ректасцензија 13h 17m 30,6s. Привидна величина (магнитуда) објекта NGC 5065 износи 13,6 а фотографска магнитуда 14,3. Налази се на удаљености од 78,787 милиона парсека од Сунца. NGC 5065 је још познат и под ознакама UGC 8356, MCG 5-31-170, CGCG 160-181, IRAS 13151+3121, PGC 46293.